# Merit Hemmingson
Merit Hemmingson, född 30 augusti 1940 i byn Gärdsta i Marby församling i Jämtlands län, är en svensk organist, kompositör och sångare.
Hon blev rikskänd i slutet av 1960-talet för sina moderna poparrangemang av svensk folkmusik.

## Biografi
Redan i mitten av 1950-talet spelade Merit Hemmingson piano i olika jazzinfluerade dansorkestrar i Jämtland. Efter studentexamen vid Wargentinskolan i Östersund flyttade hon 1959 till Stockholm och spelade där ofta bland annat på Nalen. Efter en resa till USA bildade hon en egen kvintett, Merit H. and her Girl Stars, med fyra afroamerikanska kvinnliga musiker som följde med tillbaka till Sverige.
Vid mitten av 1960-talet övergick hon helt till hammondorgel och ledde orkestern Meritones. År 1971 utkom albumet Huvva! – svensk folkmusik på beat där hon blandade svensk folkmusik med rockmusik och ett eget ordlöst nynnande. Albumet blev mycket uppmärksammat och följdes av Trollskog (1972) samt Bergtagen (1974), hennes trilogi i svensk folkmusik. Under samma period kom albumet Det for två vita duvor (1973) inspelad i Vikens kapell, Frostvikens socken, i samarbete med Beppe Wolgers. Under 1970-talet skrev hon musik till ett antal TV-filmer. Hon satt med i juryn för Melodifestivalen 1972.
Hon har under årens lopp samarbetat med bland andra Gloria Lundell, harpa, och Maritza Horn, sång, i albumet Orgel, harpa och horn (1983), Anita Strandell samt panflöjtisten Dana Dragomir.
Hösten 2002 gick hon in på Svensktoppen med ”Ack du min längtan” med Ola Magnell vid mikrofonen, och samlingsalbumet Merit – Queen Of Swedish Hammond Folk Groove utkom 2005.
Totalt har hon gett ut nitton album sedan 1967. Mest kända är Huvva! – svensk folkmusik på beat, Trollskog – mer svensk folkmusik på beat och Bergtagen, som alla tre blev guldskivor.
Hennes mest kända enskilda inspelning är förmodligen Gammal jämtländsk brudmarsch ur albumet Huvva!, en på den tiden epokgörande ny version av Jämtlandssången. Gammal jämtländsk brudmarsch spelades in på nytt på skivan Bergtagen och hamnade då på Tio i topp.
Hon fick ett uppsving på 2000-talet då hennes folkmusikskivor uppmärksammades och blev tillgängliga igen. På sina senaste album har hon samarbetat med slagverkaren Ola Hultgren (sedan 2018 Ola Winkler) och producent Tobias Fröberg. Albumet Merit, som kom ut 2016, är den första skivan med helt egna låtar. 
År 2017 blev hon invald i Swedish Music Hall of Fame.

År 2019 mottog Hemmingson ett av Sveriges större konstnärsstipendier, det en halv miljon kronor tunga Ganneviksstipendiet. Syftet är att stödja konstnärskap som kan förväntas få stor betydelse för kulturarvet. Motiveringen löd: 
”Få musiker har förmågan att vara avantgarde och folkliga på samma gång. För detta krävs en egen ton och ett unikt förtroende för publiken. Hon har begåvats med båda. Under 1960-talet var Nalen hennes hemvist, där hon bildade kvintett med afroamerikanska jazzmusiker, tillika kvinnor – för tiden oerhört uppseendeväckande. Men det verkliga pionjärskapet föddes med den stora förälskelsen: Hammond B3. Genom att tolka befintlig folkmusik på ett så främmande instrument som hammondorgeln väckte hon liv i vårt kulturarv. Med sina moderna arrangemang tillgängliggjorde hon en musiktradition som för den breda allmänheten hade legat i träda.”
Merit Hemmingson bodde tidigare ett antal år i Dalarna, men bor numera (2011) i Visby.

## Priser och utmärkelser
- 1986 – Svenska grammofonpriset för albumet Njutningar
- 2012 – Jan Johansson-stipendiet
- 2017 – Invald i Swedish Music Hall of Fame[7]
- 2017 – Legitimerad legend[8]
- 2019 – Gannevikstipendiet[9]
- 2022 – Litteris et Artibus[10]

## Diskografi
- 1967 – Discoteque Dance A Go
- 1968 – Plays
- 1969 – Merit!
- 1971 – Huvva! – svensk folkmusik på beat
- 1972 – Trollskog: mer svensk folkmusik på beat
- 1972 – Swedish Modern
- 1973 – Bergtagen
- 1973 – Det for två vita duvor – folkton i Vikens kapell (med Beppe Wolgers)
- 1975 – Balsam
- 1977 – Hoven Droven
- 1979 – De 20 mest önskade
- 1979 – Gästabud
- 1979 – Psalmer – men på mitt vis
- 1983 – Orgel, harpa och horn
- 1986 – Njutningar
- 1988 – Från Orup till Bellman (med Dana Dragomir)
- 1991 – Näckens dotter
- 1996 – På nya vingar
- 2002 – En plats i skogen
- 2005 – Merit – Queen of Swedish Hammond Folk Groove
- 2006 – Touch
- 2011 – EQ
- 2014 – Hommage till Jan
- 2016 – MERIT
- 2021 – Huvva! Vad tiden går